# Porca da Vila
Porca da Vila (auch „berrão“ oder „berroa“; spanisch Verraco oder „Verraco de piedra“) sind proto-historische, zoomorphe Figuren, deren ehemalige Bedeutung ungeklärt ist. 16 davon fanden sich in der portugiesischen Nordprovinz Trás-os-Montes und viele andere in den angrenzenden spanischen Provinzen Salamanca und Zamora. Die langgestreckten Tiere haben kurze Beine und viele wurden in frühchristlicher Zeit enthauptet (Berrão Vila dos Sinos).
Im ummauerten mittelalterlichen Stadtgebiet von Bragança befindet sie sich nahe der Burg der Pelourinho (Schandpfahl). Das Symbol der mittelalterlichen Gemeindehoheit besteht, üblicherweise, aus einer von einem Kapitell bekrönten Säule. In diesem Falle durchbohrt sie die Eisen- oder römerzeitliche Granitstatue einer der im Lande als Porca da Vila bekannten Schweineskulpturen.
Eine vergleichbare Skulptur ist in Torre de Dona Chama neben dem Pelourinho aufgestellt und auch die Porca de Murça ist bekannt. In den Nachbarregionen sind in gleicher Weise Skulpturen andere Tierarten her- und aufgestellt worden. Meist werden sie als Eber oder Stier verstanden und bilden regionale Gruppen.